# Alexandru Horia Frunză
Alexandru Horia Frunză (n. 25 aprilie 1952, București) este un critic literar și eseist român. 

## Date biografice
A absolvit Facultatea de Filosofie din cadrul Universității București, promoția 1975. A fost membru al cenaclului Numele poetului, între anii 1983-1989. A deținut rubrici de critică literară în revista Luceafărul. După 1990 a colaborat la publicațiile România liberă, Tineretul liber, Cotidianul etc. Este fiul poetului Eugen Frunză. Realizează rubrici la Radio România Tineret și Radio Tinerama.

## Volume publicate
- Vorbirea în șoaptă, analiza spiritualității ortodoxe.
- Prevestirea, o abordare hermeneutică a spațiului spiritual răsăritean - ortodox și islamic.